# منتخب باراغواي لكرة السلة للسيدات
منتخب باراغواي الوطني لكرة السلة للسيدات (بالإسبانية: Selección femenina de baloncesto de Paraguay) هو ممثل باراغواي الرسمي في المنافسات الدولية في كرة السلة للسيدات.